# Verneuerte Landesordnung
Die Verneuerte Landesordnung (tschech. Obnovené zřízení zemské) war das am 10. Mai 1627 durch Ferdinand II. erlassene neue Grundgesetz für das Königreich Böhmen. Da der König darin sehr weitreichende Machtbefugnisse innehatte, spricht die traditionelle Geschichtswissenschaft von einem absolutistischen Dokument.

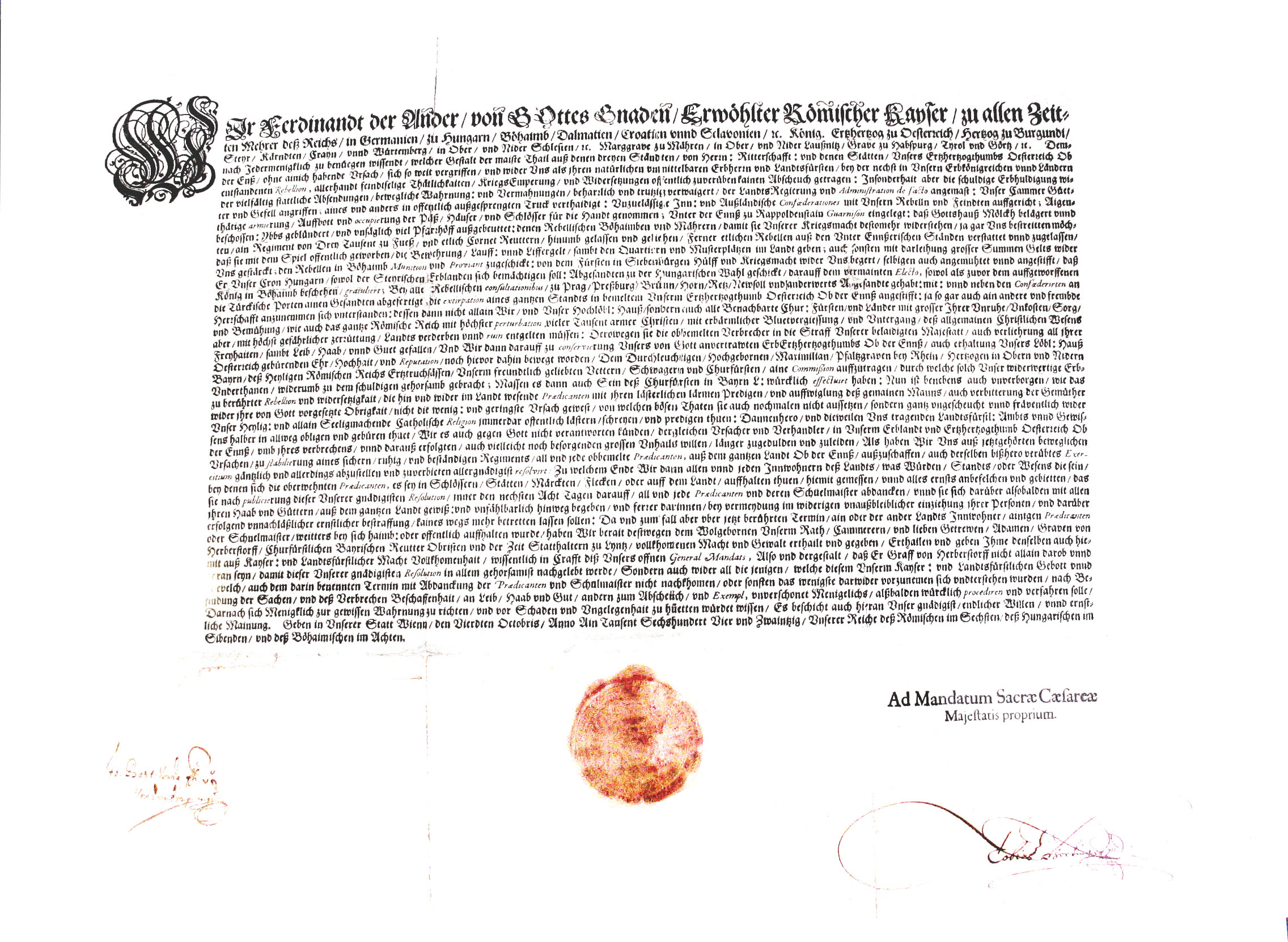
Reformationpatent von Ferdinand II, mit dem er 1624 die Ausweisung aller evangelischer Prediger und Schulmeister aus seinem Reich verfügte.

## Entstehungsgeschichte
1618 erhoben sich die protestantischen böhmischen Stände mit dem 2. Prager Fenstersturz gegen ihren katholischen König Ferdinand II. Diesem Ständeaufstand schlossen sich auch die übrigen Länder der Böhmischen Krone – Mähren, Schlesien und die Ober- und Niederlausitz – an. 1619 gründeten die Stände dieser Länder die Böhmische Konföderation (lat. Confoederatio Bohemica). Dieser neue Staat wurde von den Ständen dominiert und eine seiner Hauptaufgaben war es, den Protestantismus gegen katholische Übergriffe zu schützen. Es wurde ein reines Wahlkönigtum eingeführt, als neuer König wurde Friedrich V. von der Pfalz gewählt, der katholische Ferdinand II. wurde abgesetzt.
Der Ständeaufstand scheiterte mit dem Sieg Ferdinands II. in der Schlacht am Weißen Berg am 8. November 1620. Böhmen wurde daraufhin militärisch besetzt und alle Privilegien und politischen Rechte der Stände aufgehoben. Die Rädelsführer des Aufstands wurden 1621 in Prag hingerichtet, die übrigen protestantischen Adligen enteignet und ins Exil getrieben. So erging es auch tausenden protestantischen Untertanen. Gnade konnten nur jene erhoffen, die zur katholischen Konfession übertraten.
In den nachfolgenden Jahren blieb Böhmen weiterhin wie ein feindliches Land von den kaiserlichen Truppen besetzt und es gab keine gesetzmäßige Ordnung. Die kaiserlichen Statthalter und Beamten übten ihre Ämter ganz und gar willkürlich aus. Einziges Gesetz waren die Befehle des Königs. Mehrere Jahre leitete der zum Fürsten erhobene Karl von Liechtenstein, mit außerordentlichen Gewalten ausgestattet, die Verwaltung des Landes Böhmen, während mittlerweile in Wien die alte Landesordnung einer umfassenden Umarbeitung unterzogen wurde. Ferdinand setzte seinen Wünschen entsprechend, ohne ständische Mitwirkung, Kommissionen ein, die eine neue Verfassung für das Königreich Böhmen ausarbeiten sollten.17 Die kaiserlichen Ratgeber Wilhelm Slavata, bekannt als ein Opfer des Prager Fenstersturzes, und der schlesische Adelige Otto von Nostitz haben nach einem zeitgenössischen Ausspruch an dieser neuen Verfassung „am meisten gehämmert“.
Am 10. Mai 1627 verlieh Kaiser Ferdinand II. dem Entwurf einer sogenannten „Verneuerten Landesordnung“, der aus diesen Arbeiten hervorgegangen war, durch seine Unterschrift Gesetzeskraft. Ausschließlich aus fürstlichem Gebot heraus, ohne die sonst übliche ständische Zustimmung, wurde in Böhmen mithin neues Recht gesetzt.
Der Zustand ohne gesetzmäßige Ordnung  war damit beendet. In der Markgrafschaft Mähren trat im folgenden Jahr ein ähnliches Grundgesetz in Kraft. Die Siege der Generäle Wallenstein und Tilly boten im Frühjahr 1627 einen geeigneten Moment für das Oktroi der Verneuerten Landesordnung.

## Inhalt
Die Länder der böhmischen Krone blieben wohl als eine staatliche Einheit bestehen; Kaiser Ferdinand II. ließ aber keinen Zweifel an seiner Anschauung obwalten, dass die Böhmen infolge der Rebellion ihre früheren Rechte verwirkt haben und er nunmehr eine neue Ordnung der Dinge kraft seiner königlichen unbeschränkten Machtvollkommenheit treffen werde.
Die Verneuerte Landesordnung war inhaltlich das Gegenprogramm zur Böhmischen Konföderationsakte von 1619. Während in der Böhmischen Konföderation die Macht der Stände sehr groß war, wurde sie in der Verneuerten Landesordnung massiv eingeschränkt. Die Wahlmonarchie wurde endgültig abgeschafft und Böhmen zum Erbbesitz der Habsburger erklärt. Der Katholizismus war fortan die einzige in Böhmen zugelassene Konfession. Alle Landesämter kamen in die Verfügungsgewalt des Königs und dieser konnte von nun an alleine darüber entscheiden, wer das böhmische Inkolat und damit auch die Berechtigung zur Teilnahme am Landtag erhielt. Neben dem Tschechischen wurde die Deutsche Sprache Amtssprache.
Die Verneuerte Landesordnung ersetzte die Vladislavsche Landesordnung und das ganze bisher geltende Landesrecht (außer Narovnání o hory a kovy – dieses Bergbaugesetzbuch galt bis 50. Jahre des 19. Jahrhunderts). Die Verneuerten Landesordnungen verankerten Zentralismus und entkräfteten die Landesstände. Über die Gesetzesinitiative verfügte nur der Herrscher, sonst würden sie wegen Hochverrat bestraft werden. Im Landtag hatten die Prälaten die größte Macht und alle königlichen Städte zusammen verfügten nur über eine Stimme. Die Gerichtsentscheidungen und das Gewohnheitsrecht gehörten nicht mehr zu den Rechtsquellen. Die Quelle des Landesrechts waren die Verneuerten Landesverordnungen und ihre Ergänzungen (Novellen und Deklaratorien), bzw. Koldins Kodifikation des Stadtrechts galt subsidiär. Es wurde der geheime und schriftliche Gerichtsprozess (Römisch-kanonisches Prozess) eingeführt. Erst mit den Verneuerten Landesverordnungen verbindet man den Einfluss des römischen Rechts auf das böhmische Landesrecht. Die Gesetzgebung, Justiz und die Ernennung der Kreishauptleute waren nun in der Hand des Königs, das Königreich nun endgültig eine Erbmonarchie.
Die Obersten Landesbeamten waren Mitglieder einer Statthalterei unter Leitung der am Kaiserhof in Wien residierenden böhmischen Hofkanzlei. Die Stände behielten das Steuerbewilligungsrecht, aber das neue Verfahren machte sie machtlos.
Die höchsten Landesämter wurden zu königlichen Ämtern erklärt, die vom König mit Angehörigen des Herren- oder Ritterstandes besetzt wurden. Es bestand ein Verbot der Ämtervererbung. Auch erhielt der König das Ernennungsrecht der obersten Amtsträger des Königreichs Böhmen, die nun in „Oberste Landesoffiziere im Königreich Böhmen“ umbenannt wurden. Ihre Amtszeit sollte auf fünf Jahre beschränkt werden. Außerdem wurden die bislang nicht zu den obersten Amtsträgern zählenden Präsidenten der einzigen ausgesprochen landesherrlichen Verwaltungsinstitutionen, des Appellationsgerichts und der böhmischen Kammer, zu Oberstlandesoffizieren ernannt.
Die Landstände konnten nur mit königlicher Erlaubnis zu Landtagen (Böhmischer und Mährischer Landtag) zusammentreten.
Der Erzbischof von Prag war demnach allen Adeligen des höheren und niederen Standes übergeordnet. Der Herrenstand nahm in der neuen Gesellschaftsordnung nur noch die zweite Stelle ein. Über die Aufnahme in ihren Stand entschieden nun nicht mehr die Standesmitglieder selbst bei den Sitzungen des Landtags, sondern für die Neuaufnahme genügte ein Privilegium von Seiten des Herrschers.  Auch die Kandidatur für die Aufnahme der neuen Herren unter die altehrwürdigen Geschlechter nach einer Wartezeit von drei Generationen hob der Kaiser auf. Vor dem Inkrafttreten der »Verneuerten Landesordnung« berechtigten etwaige Reichstitel wie Herzog., Fürst. oder Graf. ihre Träger keinesfalls zum Vorrang vor den eingesessenen Herren aus den böhmischen Ländern.  Gemäß der »Verneuerten Landesordnung« standen nun an der Spitze des Herrenstandes die Herzöge, Fürsten und Grafen, denen der Vorrang vor den Herren eingeräumt wurde. Während bisher die Stände selbst über die Aufnahme von Mitgliedern in ihren Reihen entschieden hatten, erteilte jetzt der Landesherr das Inkolat über die böhmische Hofkanzlei und entzog die Erteilung der Kompetenz der Landtage.

## Auswirkungen
Die Verneuerte Landesordnung ebnete den Weg für die planmäßige und nicht selten gewaltsame Rekatholisierung Böhmens. Inwieweit mit dem Dokument der Grundstein für den habsburgischen Absolutismus in Böhmen gelegt wurde, ist umstritten, da Historiker in jüngerer Zeit den Begriff des Absolutismus im Allgemeinen anzweifeln.
Eine weitere Folge war, dass die katholische Gegenreformation mit voller Härte einsetzte. Unter Verwendung teilweise brutaler Mittel wurden Nichtkatholiken – und das war die überwältigende Mehrheit der Bewohner des Landes – eingeschüchtert, verfolgt und verdrängt. Es kam zu einem enormen Bevölkerungsverlust, denn an die 150.000 Menschen verließen das Land, was einen ökonomischen und kulturellen Aderlass bedeutete. Die mit den Maßnahmen Ferdinands verbundene Schwächung des tschechischen Charakters des Landes hatte zur Folge, dass im 19. Jahrhundert, in der Zeit der „Wiedergeburt“ (České národní obrození), der tschechischen Nationswerdung, diese Epoche einseitig als „Temno“, also als Periode der Düsternis, negativ besetzt wurde. Die Geschehnisse nach 1620 bildeten den wichtigsten Referenzpunkt für antihabsburgische, antikatholische und antideutsche Tendenzen in der tschechischen nationalistischen Agitation.
Mit Erteilung des Inkolatis ergab sich nun für den Herrscher die Möglichkeit, „die böhmischen Stände mit königstreuen Ausländern zu durchsetzen“.